# 911
911 је била проста година.

## Догађаји
- 24. септембар — Краљ Лудвиг IV, последњи каролиншки владар, умире у Франкфурту након 11 година владавине. Војводе Источне Франачке бирају Конрада I за краља. Карло III Безазлени је изабран за краља Лотарингије. Конрад је изабран под утицајем Лудвиговог старатеља и регента, Хата I, надбискупа Мајнца.
- Краљ Карло Безазлени и Роло, вођа Викинга, потписују мировни споразум. У замену за његов данак и покрштавање, Роло постаје вазал и гроф од Руана; ово је почетак војводства Нормандије. Он дели земље између река Епт и Рил међу својим поглавицама и спречава друге Викинге да плове Сеном да нападну Западну Франачку.
- 14. април – Папа Сергије III умире у Риму после 7-годишње владавине. Наслеђује га папа Анастасије III као 120. римски папа.

## Смрти
- 24. септембар — Лудвиг Дете, краљ Источне Франачке (р. 893)
- 14. април –  Папа Сергије III